# Trận Singapore
Trận Singapore hay chiến dịch Singapore là trận đánh diễn ra trong Chiến tranh thế giới thứ hai giữa Đế quốc Nhật Bản và khối Liên hiệp Anh từ ngày 8 tháng 2 đến ngày 15 tháng 2 năm 1942 khi Nhật Bản mở cuộc tấn công nhằm chiếm Singapore lúc này là thuộc địa của Anh.
Trận đánh kết thúc với sự thất thủ của Singapore sau khi tướng Anh Arthur Percival đầu hàng quân Nhật do tướng Tomoyuki Yamashita chỉ huy. Khoảng 80.000 lính Ấn Độ, Úc và Anh đã trở thành tù binh sau trận đánh, chưa kể 50.000 tù binh khác bị quân Nhật bắt trong Chiến dịch Mã Lai. Thủ tướng Anh Winston Churchill đã gọi thất bại tại Singapore là "thảm họa tồi tệ nhất" và "cuộc đầu hàng lớn nhất" trong lịch sử nước Anh.

## Vị trí Singapore
Singapore là một hòn đảo nhỏ, có diện tích chỉ hơn 600 km², nằm về phía nam Mã Lai. Con đường duy nhất nối giữa Singapore và Mã Lai là một con đường nhân tạo có tên Đường nối Johor-Singapore ở phía Bắc, băng qua eo biển Tebrau. Vị trí cao nhất của Singapore là đồi Bukit Timah với độ cao 166 m.
Singapore được người Anh dòm ngó từ năm 1819 và trở thành thuộc địa của Anh từ năm 1867. Đối với Đế quốc Anh, Singapore có một vị trí rất quan trọng vì nó nằm trên con đường biển nối giữa Châu Âu và Trung Quốc và đây trở thành căn cứ chính của Anh tại Đông Nam Á. Chiếm được Singapore, Đế quốc Nhật Bản sẽ làm chủ một hải cảng huyết mạch để có thể mở rộng bành trướng cũng như củng cố các khu vực đã chiếm được. Một nguyên nhân khác khiến Nhật muốn chiếm Singapore là những người Hoa giàu có tại Singapore đã cung cấp tài chính cho Tưởng Giới Thạch trong cuộc Chiến tranh Trung-Nhật sau khi Nhật Bản xâm chiếm Trung Quốc từ tháng 7 năm 1937. Sự giúp đỡ này đồng nghĩa với sự gia tăng về sức mạnh của Trung Quốc, một điều mà Nhật không hề muốn.

## Hoàn cảnh trận đánh

### Sự bùng nổ cuộc Chiến tranh Thái Bình Dương
Tháng 8 năm 1940, Nhật Bản đưa ra kế hoạch "Khối Thịnh vượng chung Đại Đông Á" với ý đồ xây dựng đế quốc Nhật Bản bao gồm Trung Quốc, Triều Tiên, Đông Nam Á và cả Châu Úc. Ngày 23 tháng 9 năm 1940, quân Nhật tiến vào Đông Dương là thuộc địa của Pháp, chuẩn bị cho kế hoạch "Nam tiến" giành lấy nguồn tài nguyên dầu mỏ và các vật tư chiến tranh tại Đông Nam Á. Ngày 27 tháng 9 năm 1940, Nhật Bản ký với Đức Quốc xã và Ý hiệp ước liên minh về chính trị, quân sự và kinh tế theo đó Đức và Ý thừa nhận sự thống trị của Nhật trong việc thiết lập "Trật tự mới" ở Đông Á.
Tuy nhiên sự bành trướng của Nhật tại Châu Á càng làm mâu thuẫn giữa Nhật và Anh, Mỹ càng gay gắt. Tháng 7 năm 1941, Mỹ tuyên bố hủy bỏ điều ước thương mại Mỹ-Nhật theo đó Mỹ hạn chế xuất khẩu nguyên liệu, dầu máy bay và sắt phế thải cho Nhật đồng thời phong tỏa tài sản của Nhật tại Mỹ. Tháng 10 năm 1941, Hideki Tojo lên nắm quyền thủ tướng chuẩn bị chiến tranh sau khi nhiều cuộc đàm phán giữa hai bên bị đổ vỡ.
Ngày 7 tháng 12 năm 1941, không tuyên chiến trước, không quân và hải quân Nhật bất ngờ tấn công Trân Châu cảng, căn cứ của Mỹ ở Thái Bình Dương. Ngày 8 tháng 12, Nhật Bản tuyên chiến với Anh-Mỹ. Chiến tranh Thái Bình Dương bùng nổ.

### Chiến dịch Mã Lai

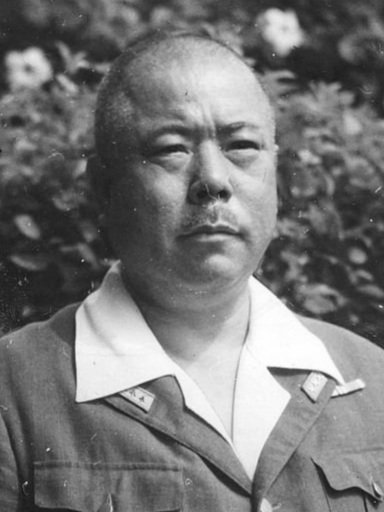
Tướng Tomoyuki Yamashita, chỉ huy trưởng Tập đoàn quân số 25 Nhật Bản

Cùng với cuộc tấn công Trân Châu cảng, từ ngày 7 tháng 12 năm 1941, Nhật Bản phát động cuộc tấn công toàn diện vào Đông Nam Á và Thái Bình Dương. Ngày 8 tháng 12, Nhật Bản xâm chiến Thái Lan và 1 ngày sau làm chủ Bangkok, ép chính Phủ Thái Lan cho Nhật Bản mượn đường tấn công các quốc gia Đông Nam Á khác. Cũng trong ngày 8 tháng 12, Quân đoàn 25 Nhật Bản do tướng Tomoyuki Yamashita (Sơn Hạ Phụng Văn) đã thực hiện cuộc đổ bộ đánh chiếm Mã Lai tại Kota Bharu và một cánh quân khác từ Thái Lan tiến vào phía tây Mã Lai. Lúc 4 giờ sáng, 17 máy bay ném bom của hải quân Nhật xuất phát từ Sài Gòn bắt đầu những cuộc oanh tạc vào Singapore. Tuy nhiên, hệ thống phòng không tại đây có thể giữ cho thành phố khỏi bị tàn phá hoàn toàn cho đến khi đạn dược còn đầy đủ.
Tại miền bắc Mã Lai, tập đoàn quân 25 Nhật Bản gặp sự kháng cự của quân đoàn III Ấn Độ và một số tiểu đoàn Anh. Mặc dù về quân số tập đoàn quân 25 thua sút hơn nhiều quân Đồng Minh tại Mã Lai và Singapore nhưng bù lại quân Nhật tỏ ra vượt trội về khả năng tiếp tế hàng không, thiết giáp, sự hợp đồng tác chiến, chiến thuật và kinh nghiệm chiến đấu. Ngoài ra, không quân Đế quốc Nhật Bản có số lượng máy bay nhiều hơn, được huấn luyện tốt hơn những phi công phe Đồng minh và trang thiết bị cũng hiện đại hơn những trang thiết bị cùng loại của phe Đồng minh tại Mã Lai, Borneo và Singapore. Các máy bay tiêm kích siêu hạng của Nhật Bản, đặc biệt là Mitsubishi A6M Zero, giúp Nhật Bản giành quyền làm chủ hoàn toàn bầu trời. Không chỉ thua sút về không lực, Đồng Minh còn không có xe tăng hay thiết giáp.
Trưa ngày 8 tháng 12, đô đốc Anh Thomas Phillip đã dẫn Hạm đội Z từ Singapore gồm thiết giáp hạm HMS Prince of Wales, tuần dương hạm HMS Repulse cùng bốn khu trục hạm đến Mã Lai để tiêu diệt quân đổ bộ Nhật. Mặc dù hai chiến hạm này được xem là "không thể đánh chìm" nhưng đến ngày 10 tháng 12, 34 máy bay ném bom và 51 máy bay ném ngư lôi của Nhật từ căn cứ tại Sài Gòn đã tấn công và đánh chìm cả hai, đô đốc Phillip cũng tử trận. Chủ lực hạm đội Viễn Đông của Anh bị đánh chìm giúp quân Nhật nắm quyền khống chế, kiểm soát trên biển và cắt đứt đường tiếp viện cho quân Anh trên bộ.
Trong khi đó, trong các trận giao tranh trên bộ, quân Nhật đã cô lập, bao vây và bức hàng quân Ấn Độ có nhiệm vụ phòng thủ bờ biển rồi tiếp tục tiến xuống bán đảo Mã Lai. Quân Nhật tỏ ra áp đảo quân phòng thủ dù gặp sự chênh lệch lớn về lực lượng. Xe đạp và xe tăng hạng nhẹ đã giúp quân Nhật đã vượt qua các khu rừng già một cách hữu hiệu.
Mặc dù lực lượng Đồng minh đã được gia cố thêm bằng sư đoàn 8 Úc nhưng quân Nhật vẫn ra sức tấn công tạo áp lực, không cho quân Anh có đủ thì giờ để củng cố lại một vị trí hoặc phòng tuyến mới. Kết quả là người Anh lại tiếp tục chạy dài về miền Nam và cuối cùng họ quyết định rút về cố thủ tại Singapore. Ngày 31 tháng 1, lực lượng Đồng Minh cuối cùng đã rời Mã Lai và các kĩ sư đã cho đánh sập con đường nối Johore và Singapore. Một số quân Nhật đã cải trang thành dân thường Singapore vượt qua eo biển Johor để xâm nhập vào đảo quốc này. Sau gần hai tháng giao tranh, trận Mã Lai đã kết thúc với thắng lợi hoàn toàn của Nhật Bản và giờ đây mục tiêu tiếp theo là Singapore.

## Sự chuẩn bị

### Anh

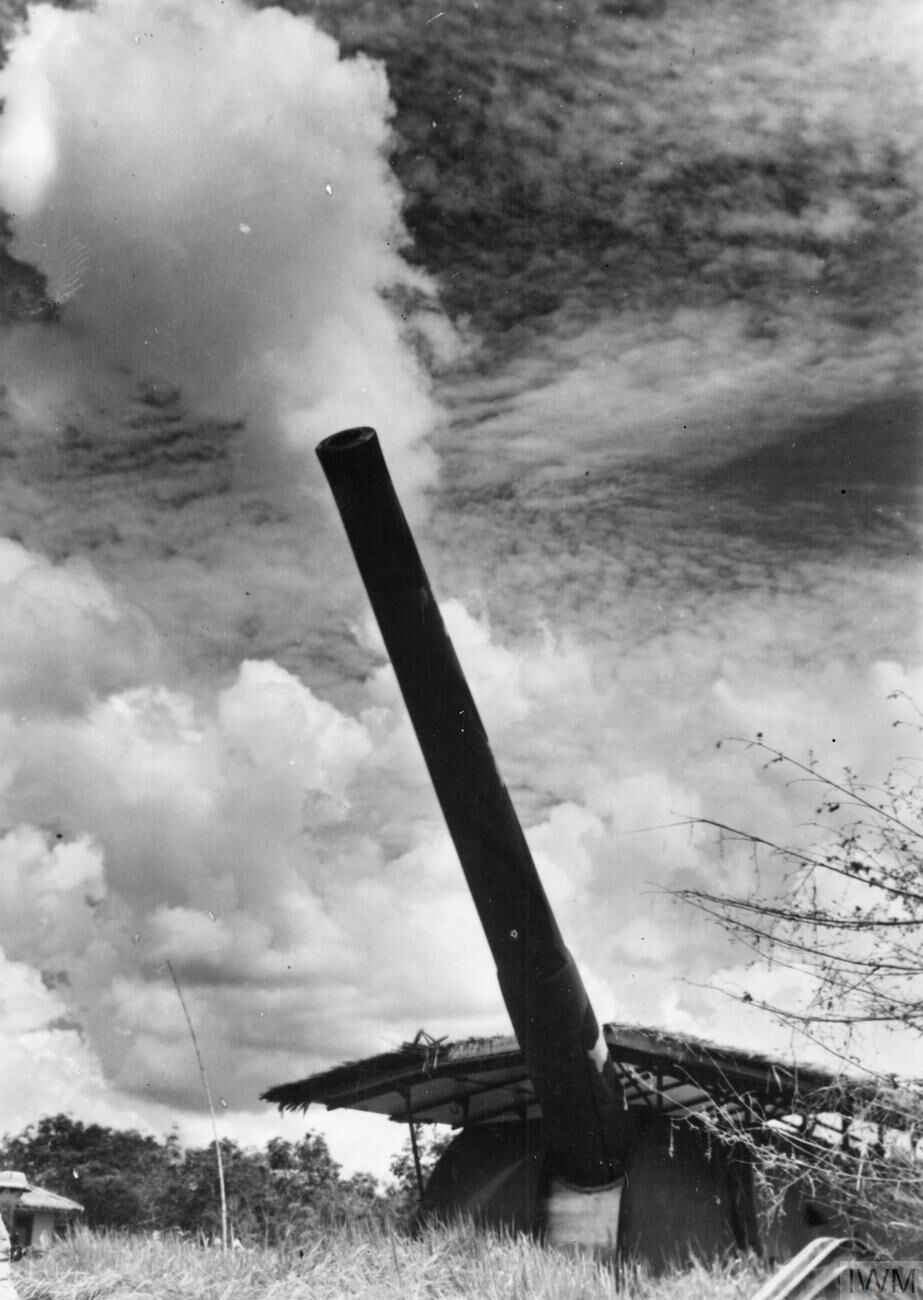
Một trong những trọng pháo phòng thủ của Anh dọc bờ biển Singapore

Chỉ huy quân Đồng Minh tại Singapore, trung tướng Arthur Percival có trong tay 85.000 quân, một lực lượng tương đương hơn 4 sư đoàn. Có khoảng 70.000 lính tuyến đầu gồm 38 tiểu đoàn bộ binh— 17 Ấn Độ, 13 Anh, 6 Úc và 2 Mã Lai — cộng thêm 3 tiểu đoàn súng máy. Sư đoàn 18 Anh dưới quyền thiếu tướng Merton Beckwith-Smith vừa mới đến có lực lượng đầy đủ nhưng thiếu kinh nghiệm và sự huấn luyện cần thiết. Tiểu đoàn địa phương thì rất thiếu kinh nghiệm và thậm chí một số trường hợp còn chưa được huấn luyện. Các lực lượng còn lại đều hao tổn lực lượng sau các trận đánh tại Mã Lai.
Percival điều cho thiếu tướng Gordon Bennett 2 lữ đoàn từ sư đoàn 8 Úc để phòng thủ phía tây Singapore, trong đó có vị trí đổ bộ quan trọng tại tây bắc đảo, nơi được bao bọc bởi các rừng đước và rừng già, xen lẫn các sông và lạch. Tại trung tâm của "Khu vực phía Tây" là sân bay Tengah, sân bay lớn nhất tại Singapore thời điểm đó. Lữ đoàn 22 Úc được bố trí tại khu vực rộng 16 km² ở phía Tây, và lữ đoàn 27 là khu vực rộng 3.650 m phía tây con đường nối. Các vị trí bộ binh được tăng cường thêm bằng tiểu đoàn súng máy Úc. Dưới quyền Bennett còn có lữ đoàn 44 Ấn Độ.
Quân đoàn III Ấn Độ do trung tướng Lewis Heath chỉ huy, gồm sư đoàn 11 Ấn (thiếu tướng B. W. Key), sư đoàn 18 Anh và lữ đoàn 15 Ấn bố trí tại khu vực đông bắc. Khu vực này tính luôn cả căn cứ hải quân tại Sembawang. "Khu vực phía Nam", bao gồm vùng dân cư chủ yếu ở phía đông nam, được chỉ huy bởi thiếu tướng Frank Keith Simmons. Lực lượng của ông có khoảng 18 tiểu đoàn, bao gồm lữ đoàn 1 Mã Lai, lữ đoàn 12 Ấn Độ và 1 lữ đoàn tình nguyện địa phương.
Những trọng pháo nổi tiếng dọc bờ biển Singapore giữ vai trò quan trọng trong việc phòng thủ. Các khẩu pháo này được trang bị chủ yếu là đạn bọc thép và một ít đạn trái phá. Đạn bọc thép được thiết kế để chống lại các tàu bọc thép và có ít hiệu quả khi chống cá nhân. Một vài phân tích về mặt quân sự cho thấy nếu các khẩu pháo này được trang bị thêm nhiều đạn trái phá thì quân Nhật đổ bộ sẽ chịu nhiều thương vong hơn nhưng dù sao chỉ với các khẩu pháo này không thôi, quân Anh cũng sẽ không ngăn chặn được cuộc đổ bộ của người Nhật.

### Nhật Bản
Lực lượng quân Nhật tham gia trận Singapore là Quân đoàn 25 gồm 36.000 quân do tướng Tomoyuki Yamashita (Sơn Hạ Phụng Văn) chỉ huy bao gồm hai sư đoàn lục quân 5 và 18, hai sư đoàn thiện chiến nhất của Lục quân Đế quốc Nhật Bản. Sư đoàn thứ ba thuộc Vệ binh Hoàng gia Nhật. Ba sư đoàn này được hai trung đoàn pháo binh và một lữ đoàn chiến xa yểm trợ. Ngoài ra còn có Sư đoàn Không quân số 3 gồm có 450 phi cơ nằm trên căn cứ đất liền, và 150 phi cơ trên hàng không mẫu hạm. Hai trong ba sư đoàn trưởng của Yamashita cũng là những viên tướng rất nhiều kinh nghiệm, đó là trung tướng Takuro Matsui nổi danh tại chiến trường Trung Quốc, chỉ huy sư đoàn 5, và trung tướng Renya Mutaguchi từng là tham mưu trưởng cho Yamashita, chỉ huy sư đoàn 18. Nhưng chỉ huy sư đoàn vệ binh trung tướng Takuma Nishimura là bạn thân với cấp trên của Yamashita là tướng Hisaichi Terauchi, và cũng là bạn của Hajime Sugiyama, tổng tham mưu trưởng Lục quân Đế quốc Nhật Bản. Nishimura quyết định bất hợp tác và gây nhiều khó khăn cho Yamashita.
Nhờ những đợt thám sát bằng đường không, báo cáo của lính Nhật xâm nhập được vào thành phố và nhất là sau khi làm chủ được tòa tháp cao bên trong hoàng cung Johore, Tomoyuki Yamashita và các tướng dưới quyền đã quan sát và nắm rõ được toàn bộ các vị trí của quân Đồng minh. Từ ngày 3 tháng 2, pháo binh Nhật bắt đầu tiến hành pháo kích vào Singapore. Cường độ cuộc oanh tạc của không quân Nhật trong 5 ngày tiếp theo càng lúc càng tăng cao và nó đã cắt đứt một phần liên lạc giữa binh lính và chỉ huy quân Đồng minh.
Tuy nhiên trước trận đánh quân Nhật cũng gặp nhiều khó khăn. Sự thiếu thốn về nguồn tiếp tế và đạn dược khiến cho Yamashita buộc phải đánh nhanh thắng nhanh quân Anh trước khi họ nhận ra nhược điểm trên của ông. Yamashita cũng dự đoán rằng nếu phải đánh lâu dài với quân Anh, ông sẽ bị đánh bại.

## Diễn biến

### Cuộc đổ bộ của quân Nhật
Việc con đường nối bị phá hủy đã khiến cuộc tấn công của Nhật Bản bị hoãn lại trong một tuần. Lúc 8:30 tối ngày 8 tháng 2, các xạ thủ súng máy Úc bắt đầu khai hỏa vào những đoàn tàu chuyên chở đang đưa tốp tấn công đầu tiên gồm 4.000 lính Nhật từ 2 sư đoàn 5 và 18 tiến vào đảo Singapore. Mục tiêu của quân Nhật là bãi biển Sarimbun, nơi có lữ đoàn Úc số 22 do lữ đoàn trưởng Harold Taylor trấn giữ.
Những cuộc chiến đấu ác liệt đã diễn ra trong suốt ngày hôm đó, quân Nhật nhờ có ưu thế về pháo binh, máy bay và tình báo cùng với quân số đổ bộ lên bờ ngày càng nhiều đã dần chiếm ưu thế. Tại phía tây bắc hòn đảo, quân Nhật đã lợi dụng được khoảng hở bên trong phòng tuyến của Đồng Minh (như các sông ngòi và rạch) để lẻn vào. Đến nửa đêm, 2 tiêu đoàn Úc đã mất liên lạc với nhau và lữ đoàn 22 buộc phải rút lui. Lúc 1 giờ sáng, lính Nhật đã đổ bộ lên phía tây bắc đảo thành công và những người lính Úc cuối cùng đã chạy khỏi. Bình minh ngày 9 tháng 2, các lực lượng của lữ đoàn 22 hầu hết đã bỏ chạy hoặc bị bao vây, tiểu đoàn 2/18 Úc đã mất hơn nửa quân số sau cuộc giao tranh này.
Đến hết ngày 9 tháng 2, đã có hơn 10.000 lính Nhật đã đổ bộ lên Singapore.

### Các cuộc không chiến

Lính cứu hỏa đang khắc phục hậu quả đợt oanh tạc của không quân Nhật vào Singapore ngày 8 tháng 2 năm 1942

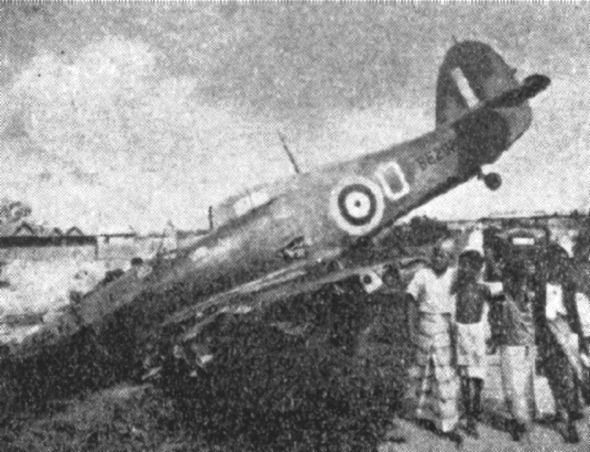
Dân thường Mã Lai đang bước qua xác một chiếc Hawker Hurricane bị bắn rơi ngày 8 tháng 2 năm 1942

Về không lực, Đồng Minh chỉ có duy nhất 1 phi đội là phi đội 232 không quân Hoàng gia Anh tại sân bay Kallang. Các sân bay khác tại Tengah, Seletar và Sembawang đều nằm trong tầm pháo kích của người Nhật tại Johore Bahru nên sân bay Kallang là đường băng duy nhất còn hoạt động được. Lực lượng không quân này hoạt động tương đối tốt, nhưng đôi khi bị áp đảo về số lượng và chất lượng bởi máy bay Nhật Mitsubishi A6M Zero — phi đội chịu nhiều tổn thất trên cả trên không và mặt đất trong suốt tháng 2. Loại máy bay tốt nhất có thể tin tưởng được là Hawker Hurricane, nhưng chỉ có 10 chiếc còn ở Singapore khi quân Nhật tấn công.
Từ ngày 8 tháng 12, Singapore đã phải chịu những đợt không kích của các máy bay ném bom tầm xa Nhật như Mitsubishi G3M ("Nell") và Mitsubishi G4M ("Betty") xuất phát từ các căn cứ ở Đông Dương. Trong tháng 12, 51 máy bay tiêm kích Hurricane Mk II đã được đóng thùng gửi sang Singapore cùng với 24 phi công, tập hợp lại thành 5 phi đội. Tất cả số máy bay và phi công này có mặt vào ngày 3 tháng 1 năm 1942 khi mà các phi đoàn Brewster Buffalo đã hoàn toàn bị lấn áp. Phi đoàn 232 được thành lập và phi đoàn 448 New Zealand được chuyển từ sử dụng Buffalo sang Hurricanes. Phi đoàn 232 bắt đầu hoạt động từ ngày 20 tháng 1 và đã bắn rơi được 3 máy bay Nakajima Ki-43 trong ngày này, bù lại 3 chiếc Hurricanes đã bị hạ trong đó có chiếc máy bay của Thiếu tá Lawrence Landels. Tuy nhiên, giống như những chiếc Buffalo trước đây, những chiếc Hurricane bắt đầu chịu đựng thiệt hại nặng nề khi các trận không chiến ngày càng căng thẳng.
Từ ngày 27 đến 30 tháng 1, thêm 48 chiếc Hurricane (MkIIA) nữa đến cùng Không đoàn 226 (gồm bốn phi đội) trên hàng không mẫu hạm HMS Indomitable, từ đó chúng bay đến các sân bay có tên mã là P1 và P2, gần Palembang, Sumatra trong lãnh thổ Đông Ấn Hà Lan. Vì không có được các hệ thống cảnh báo sớm thích hợp, các cuộc không kích của Nhật đã phá hủy 30 chiếc Hurricane trên mặt đất ở Sumatra, đa số bị mất trong một cuộc không kích vào ngày 7 tháng 2.
Sáng ngày 8 tháng 2, một số trận không chiến đã diễn ra tại bãi biển Sarimbun và khu vực phía tây. Trong cuộc chạm trán đầu tiên, 10 chiếc Hurricane cuối cùng của phi đoàn 232 đã cất cánh từ sân bay Kallang dđể ngăn chặn một đội hình máy bay Nhật gồm 84 chiếc, bay từ Johore để yểm trợ về đường không cho cuộc đổ bộ. Trong hai lần xuất kích, các máy bay Hurricane đã bắn rơi sáu máy bay Nhật trong khi chỉ tổn thất một.
Các trận không chiến đã diễn ra trên hòn đảo suốt cả buổi sáng. Đến lục chập tối, các máy bay Hurricane còn sót lại đã rút về Palembang, Sumatra khi được sự đồng ý của Percival vì Kallang không còn có thể sử dụng được làm căn cứ nữa. Giờ đây, Kallang chỉ còn đơn thuần là một bãi đáp máy bay. Kể từ đó, không còn một máy bay Đồng minh nào trên bầu trời Singapore, không quân Nhật đã hoàn toàn làm chủ bầu trời.

### Ngày thứ hai
Percival tin rằng những cuộc đổ bộ tiếp theo sẽ diễn ra ở phía đông bắc nên ông đã không cho tăng viện lữ đoàn 22 Úc. Trong ngày 9 tháng 2, cuộc đổ bộ của quân Nhật chuyển về hướng tây nam, tại đây họ chạm trán lữ đoàn 44 Ấn Độ. Các lực lượng Đồng minh buộc phải rút về phía đông. Bennett quyết định thành lập tuyến phòng thủ thứ hai, được gọi là "Phòng tuyến Jurong", bao quanh Bulim, phía đông sân bay Tenga và phía bắc Jurong.
Lữ đoàn trưởng lữ đoàn 27 Úc Duncan Maxwell bố trí tại phía bắc, chạm trán lực lượng Vệ binh Hoàng gia Nhật vào lúc 10 giờ đêm ngày 9 tháng 2. Cuộc giao tranh này diễn ra với thương vong lớn của quân Nhật bởi hỏa lực từ súng máy và súng cối quân Úc. Tệ hơn nữa, một lượng dầu tràn vào nước bắt lửa càng làm tăng thêm khó khăn cho quân Nhật. Chỉ một số lượng nhỏ Vệ binh đến được bờ biển và thiết lập một đầu cầu mỏng manh.
Tuy nhiên, những vấn đề về chỉ đạo và quản lý đã làm đổ vỡ tuyến phòng thủ của Đồng minh. Maxwell nhận ra rằng lữ đoàn 22 đang chịu nhiều áp lực nhưng không cách nào liên lạc được với Taylor, đồng thời ông cũng sợ viễn cảnh bị bao vây. Bất chấp thành công lữ đoàn vừa đạt được và lệnh của Bennett, Maxwell ra lệnh rút quân từ Kranji. Hành động này đã khiến quân Đồng minh mất quyền kiểm soát vùng bờ biển sát phía tây con đường nối.

### Quân Nhật phá vỡ phòng tuyến
Việc quân Úc rút khỏi Kranji đã tạo điều kiện cho các lực lượng xe tăng-xe thiết giáp của Vệ binh Hoàng gia Nhật đổ bộ lên bờ. Xe tăng với những thiết bị giúp nổi được nhanh chóng vượt qua eo biển tiến xuống phía nam, dọc theo đường Woodlands. Điều này đã giúp tướng Yamashita điều quân đánh vào cạnh sườn lữ đoàn 22 tại phòng tuyến Jurong. Tuy nhiên, lực lượng Vệ binh Hoàng gia Nhật đã bỏ lỡ cơ hội tiến vào trung tâm thành phố một mình.
Đêm ngày 10 tháng 2, tướng Archibald Wavell ra lệnh chuyển toàn bộ lực lượng không quân còn lại ở Singapore sang Đông Ấn Hà Lan. Vào thời điểm đó, sân bay Kallang đã bị oanh tạc nên không còn sử dụng được bao lâu nữa. Đêm ngày 10 tháng 2, thủ tướng Anh Winston Churchill đã liên lạc với tướng Wavell kêu gọi toàn bộ lực lượng Anh ở Singapore nên chiến đấu đến cùng bằng bất cứ giá nào vì danh dự của đế quốc và quân đội Anh. Wavell sau đó đã bảo Percival phải chiến đấu cuối cùng và không nên đầu hàng.
Ngày 11 tháng 2, nhiên liệu và đạn dược của quân Nhật đã thiếu một cách trầm trọng. Tuy nhiên Yamashita vẫn tiếp tục ra lệnh tấn công và gửi thư dụ hàng đến Percival. Còn với quân Anh, lữ đoàn 22 Úc sau những trận đánh ác liệt của quân Nhật giờ chỉ còn vài trăm người. Trong ngày này, quân Nhật đã chiếm Bukit Timah sau thắng lợi ở trận Bukit Timah, chiếm được hầu hết đạn dược và nhiên liệu của Đồng minh đồng thời kiểm soát được nguồn cung cấp nước chủ yếu của thành phố.
Vào ngày 12 tháng 2, phòng tuyến của Đồng minh được ổn định quanh một khu vực nhỏ tại đông nam hòn đảo. Các đơn vị khác, trong đó có lữ đoàn bộ binh Mã Lai số 1 đã tham gia vào trận chiến. 1 trung đội Mã Lai, do trung úy Adnan bin Saidi chỉ huy đã cầm chân quân Nhật trong 2 ngày tại trận Pasir Panjang. Đơn vị này bảo vệ Bukit Chandu, khu vực chứa số lượng đạn dược dự trữ chủ yếu của Đồng minh và đầu hàng vào ngày 14 tháng 2. Adnan bị quân Nhật xử tử sau khi quân lính dưới quyền ông đã bỏ chạy hết.
Ngày 13 tháng 2, khi tình hình ngày càng trở nên tồi tệ, nhiều sĩ quan đã khuyên Percival đầu hàng để giảm thiểu thương vong của dân thường nhưng Percival đã từ chối. Cũng trong ngày này, cảnh sát quân sự Anh đã đem hành quyết kẻ phản bội, đại úy Patrick Heenan, sĩ quan liên lạc hàng không trong quân đội Ấn tại cảng Keppel, phía nam Singapore và xác bị quăng xuống biển. Cơ quan tình báo Nhật đã tuyển mộ Heenan trước chiến tranh và ông này đã sử dụng radio để chỉ chỗ cho quân Nhật các sân bay của Đồng minh ở phía Bắc Mã Lai. Heenan bị bắt ngày 10 tháng 12 và bị đưa ra xét xử ở tòa án quân sự vào tháng 1.
Ngày 14 tháng 2, các lực lượng còn lại của Đồng minh vẫn tiếp tục chiến đấu. Đường tiếp tế nước duy nhất của Singapore là một trạm bơm nước chỉ còn cách vị trí của quân Nhật chừng nửa dậm. Nhiều nơi trong thành phố đã không có nước dùng. Thương vong của dân thường đã lên đến gần 1 triệu người và họ tập trung đông đúc tại các khu vực quân Đồng minh còn kiểm soát. Cường độ các cuộc ném bom và pháo kích của quân Nhật vẫn không hề giảm.

### Vụ thảm sát quân y viện Alexandra
Lúc 1 giờ chiều ngày 14 tháng 2, quân Nhật tiến vào quân y viện Alexandra.. Một người trung úy cầm lá cờ trắng đến thay mặt nói chuyện đã bị lính Nhật đâm chết Mặc dù không gặp bất kì một sự kháng cự nào nhưng quân Nhật vẫn tấn công và giết hại các nhân viên y tế và một số bệnh nhân, trong đó có cả một hạ sĩ. Ngày hôm sau, khoảng 200 nhân viên và bệnh nhân nam, một số đang bị thương, bị ra lệnh phải đi bộ 400 m để đến một khu công nghiệp. Những ai ngã trên đường đi đều bị lính Nhật dùng lưỡi lê đâm chết. Sau đó, họ bị nhốt trong các căn phòng chật chội, kín khí và bị giam cầm qua đêm mà không được uống nước. Một số người chết trong đêm vì vết thương mà họ mang sẵn, những người còn sống sót đều bị đâm chết bằng lưỡi lê vào sáng hôm sau. Những ai sống sót sau cuộc thảm sát này chạy về thành phố và miêu tả lại tội ác quân Nhật khiến cho tinh thần nhân dân thành phố càng xuống thấp.

### Singapore thất thủ
Ngày 14 tháng 2, tướng Wavell gửi điện cho thủ tướng Churchill: 
| “ | Đã nhận được điện của Percival cho hay là kẻ thù đang tiến đến rất gần thành phố và quân đội của ông ta không còn khả năng phản công thêm gì được nữa. Đã lệnh cho ông ta tiếp tục giáng lên quân thù những tổn thất lớn nhất thông qua việc chiến đấu trong thành phố, nếu cần. Tuy nhiên e rằng sự kháng cự khó có khả năng kéo dài nhiều được. | ” |
|   | |   |

Ngày mùng 1 Tết Nhâm Ngọ 1942 (ngày 15 tháng 2), Singapore đã bị bao trùm bởi khói lửa và không khí chết chóc của chiến tranh thay cho không khí tươi vui thường lệ. Sáng ngày hôm đó, quân Nhật đã chọc thủng phòng tuyến cuối cùng của Đồng minh. Quân Đồng minh đã cạn lương thực và cả đạn dược. Các pháo cao xạ đã hết đạn nên không còn khả năng ngăn chặn bất kì một cuộc không kích nào nữa của quân Nhật gây ra thương vong lớn ở trung tâm thành phố. 
Vào lúc 9 giờ 30 sáng, Arthur Percival tổ chức một cuộc họp tại pháo đài Canning với những sĩ quan cấp cao. Hai phương án đã được ông đưa ra: tổ chức ngay một cuộc phản công để chiếm lại bể chứa nước và kho lương thực tại Bukit Timah hoặc là đầu hàng. Mọi người có mặt đều đồng ý là không thể tổ chức phản công. Cuối cùng, Percival đã chọn đầu hàng quân Nhật. 
Một phái đoàn đã được lựa chọn để đưa đến bộ chỉ huy Nhật: một sĩ quan tham mưu thâm niên, một thư ký Bộ thuộc địa và một người phiên dịch. Họ ngồi trong một chiếc xe hơi, mang theo quốc kì Anh và một lá cờ trắng để đầu hàng. Tuy nhiên sau đó phái đoàn này quay trở lại sau khi tướng Tomoyuki Yamashita đề nghị đích thân Percival và các sĩ quan tham mưu phải đến nhà máy xe hơi Ford để ký kết các điều kiện đầu hàng. Một yêu cầu nữa được đặt ra là quốc kì Nhật phải được treo lên tại tòa nhà cao nhất ở Singapore, tòa nhà Cathay, càng nhanh càng tốt để tăng tác động tâm lý của cuộc đầu hàng. Lúc 4 giờ 45 chiều, tướng Percival xuất hiện.
Yamashita hỏi Percival có đồng ý đầu hàng vô điều kiện không. Percival trả lời đồng ý. Yamashita đặt câu hỏi thứ hai: Quân Anh có giữ tù binh Nhật nào không ?. Percival cho biết không có tù binh Nhật. Ðến đó Yamashita đặt văn bản đầu hàng trước mặt Percival. Percival đọc văn kiện xong và yêu cầu ngày hôm sau mới ký. Yamashita không thể chờ đợi lâu hơn nữa, vì e rằng quân Anh có thể nhận ra nhược điểm của mình, nên Yamashita yêu cầu Percival phải ký ngay, nếu không cuộc chiến sẽ tiếp tục ngay tức khắc. Viên thông ngôn Nhật nói không được lưu loát lắm nên dễ khiến Yamashita nổi nóng. Yamashita hét vào mặt người thông ngôn: "Quân Anh có ký hay không? Trả lời Có hay Không!

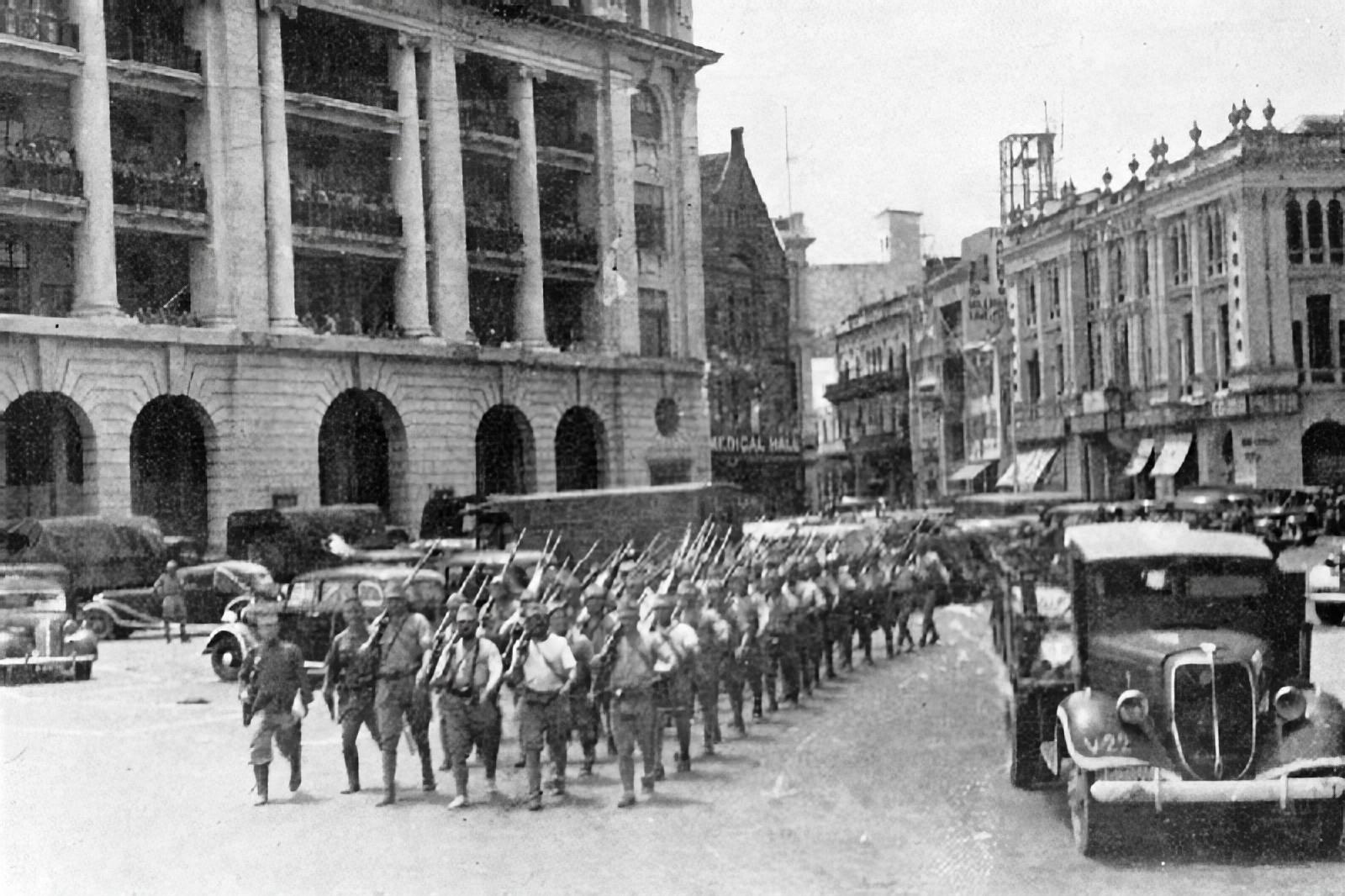
Lính Nhật diễu binh mừng chiến thắng qua Quảng trường Fullerton.

Ðến đây Percival giật mình hoảng sợ, và trả lời đồng ý ký ngay. Văn kiện đầu hàng được ký vào lúc 6 giờ 10 phút chiều ngày hôm đó. Những điều khoản đầu hàng bao gồm:
- Các lực lượng vũ trang tại Singapore (lục quân, hải quân, không quân) đều phải đầu hàng vô điều kiện
- Lệnh ngừng bắn có hiệu lực từ 8 giờ 30 tối ngày 15 tháng 2
- Mọi người lính phải giữ nguyên vị trí trước khi có lệnh mới
- Mọi vũ khí, thiết bị quân sự, tàu thuyền, máy bay và tài liệu mật phải được giữ nguyên vẹn
- Để tránh tình trạng cướp bóc, trong thời gian các lực lượng vũ trang tạm thời rút khỏi Singapore, 1 lực lượng gồm 1000 lính Anh có nhiệm vụ giữ gìn trật tự cho đến khi quân Nhật vào tiếp quản

Trước đó Percival đã ra lệnh cho tiêu hủy toàn bộ các thiết bị kỹ thuật, mật mã, tài liệu bí mật và cả pháo hạng nặng.  Yamashita đồng ý là sẽ không còn tàu thuyền hay máy bay tại Singapore. Ông cũng có trách nhiệm đảm bảo cho sinh mạng của toàn bộ binh lính Anh và Úc, cũng như dân thường Anh sống tại Singapore.
Tướng Gordon Bennett, sau khi giao quyền chỉ huy sư đoàn 8 lại cho một lữ đoàn trưởng, đã cùng với một số sĩ quan tham mưu của mình trưng dụng một chiếc thuyền nhỏ để trở về Úc chứ không chịu đầu hàng quân Nhật.

## Kết quả
Sau 7 ngày chiến đấu, Singapore đã rơi vào tay người Nhật. Quyết định đầu hàng của tướng Arthur Percival đã đưa đến cuộc đầu hàng lớn nhất trong lịch sử của quân đội Anh và nó đã làm cho địa vị của nước Anh tại vùng Viễn Đông không còn như xưa. Thương vong của khối Liên hiệp Anh kể từ ngày 8 tháng 12 là khoảng 7.500 người chết và 11.000 người bị thương. Về phía Nhật Bản là khoảng 3.500 người chết và 6.100 người bị thương. Quân Nhật bắt sống được tại Singapore 50.000 tù binh, nâng tổng số tù binh bắt được từ ngày 8 tháng 12 lên con số 120.000.
Ách thống trị kéo dài 3 năm 8 tháng của Nhật Bản tại Singapore chính thức bắt đầu. Thành phố được đổi tên thành Syonan-to (Tiếng Nhật: 昭南島 Shōnan-tō, phiên âm là Chiêu Nam đảo). Ngay sau đó, tướng Yamashita hạ lệnh trong 3 ngày thanh toán tất cả các phần tử kháng Nhật trên đảo. Cộng đồng người Hoa tại Singapore bị tàn sát nhiều mà điển hình là cuộc thảm sát Túc Thanh do chính quyền Nhật Bản nghi ngờ việc họ giúp đỡ Trung Quốc trong chiến tranh Trung-Nhật từ ngày 18 tháng 2 cho đến 4 tháng 3 năm 1942. Trong khi đó, các chủng tộc khác tại Singapore như người Mã Lai và người Ấn Độ cũng phải chịu cuộc sống gian khổ dưới ách thống trị của Nhật Bản.
Nhiều tù binh Anh và Úc đã bị giam cầm tại nhà tù Changi ở Singapore. Một số đã không bao giờ có thể trở về nhà. Hàng ngàn người khác đi trên những "Chuyến tàu tử thần" đến các khu vực khác tại Châu Á, kể cả Nhật Bản để lao động khổ sai trong nhiều công trình mà kinh hoàng nhất có thể kể đến "Đường tàu tử thần" Xiêm-Miến Điện hay sân bay Sandakan tại phía bắc Borneo.
Người Nhật đã rất thành công trong việc tuyển mộ các tù binh Ấn Độ. Trong khoảng 40.000 tù binh Ấn tại Singapore vào tháng 2 năm 1942, khoảng 30.000 đã gia nhập lực lượng "Quân đội quốc gia Ấn Độ (INA)", lực lượng tham gia chiến đấu với quân Đồng minh tại chiến dịch Burma sau này. Tuy nhiên, một số vẫn chống đối sự tuyển mộ và vẫn bị giam giữ tại Changi. Một số lượng không rõ đã bị đưa đến Nam Thái Bình Dương để lao động khổ sai. Nhiều người đã bị lính Nhật đối xử tàn bạo và phải sống trong điều kiện gian khổ. Đây là cách đối xử chung của Nhật Bản với tù binh trong Chiến tranh thế giới thứ hai. Khoảng 6.000 người vẫn còn sống sót cho đến khi được các lực lượng Mỹ và Úc giải cứu trong những năm 1943–45.
Với chiến thắng tại Singapore và trước đó là Mã Lai, tướng Tomoyuki Yamashita được đặt biệt danh là "Hùm xám Mã Lai". Sau khi Nhật Bản đầu hàng năm 1945, ông đã bị tòa án quân sự Mỹ kết án là tội phạm chiến tranh do những tội ác của quân lính dưới quyền ông tại Philippines chứ không đả động đến những hoạt động của ông tại Mã Lai hoặc Singapore. Ngày 23 tháng 2 năm 1946, Yamashita bị xử treo cổ tại Phillipines.
Trong khi đó, bại tướng người Anh Percival bị cầm tù tại nhà tù Changi. Tháng 8 năm 1942, ông được đưa khỏi Singapore, lúc đầu được đưa đến Formosa và sau đó là Mãn Châu, nơi ông được giam giữ với nhiều tù binh quan trọng khác, trong đó có tướng Mỹ Jonathan Wainwright. Khi chiến tranh gần kết thúc, Percival được giải thoát. Ngày 2 tháng 9 năm 1945, ông cùng với tướng Wainwright đứng đằng sau tướng Mỹ Douglas MacArthur khi ông này ký kết vào văn kiện đầu hàng vô điều kiện của Nhật Bản tại vịnh Tokyo trên chiến hạm USS Missouri. Sau đó, MacArthur đã tặng Percival một trong những cây bút mà ông đã dùng để ký kết.